# Oberasdorf
Oberasdorf ist ein kleines Dorf, das zur Gemeinde Niederfischbach im Landkreis Altenkirchen (Westerwald) in Rheinland-Pfalz gehört.
In Oberasdorf gibt es einen Schießverein. Die Postleitzahl lautet 57572.

## Geographische Lage
Oberasdorf liegt im Asdorftal unweit des Asdorfer Weihers und ist somit der nördlichste Ort Niederfischbachs. In Nordrhein-Westfalen sind Plittershagen, Freudenberg und Dirlenbach im Uhrzeigersinn die nächstgelegenen Ortschaften. Die nächstgelegenen Ortschaften sind ebenfalls im Uhrzeigersinn des rheinland-pfälzischen Niederfischbachs die Orte Langenbach und Hüttseifen sowie der Weiler Löcherbach in Harbach.
Oberasdorf lag an der Bahnstrecke Kirchen–Freudenberg.